# Candle Cove
Candle Cove (с англ. — «Свечная бухта», «Бухта Кэндл») — городская легенда (крипипаста), взятая из страшилки, автором которой является веб-карикатурист Крис Страуб, написанная им в 2009-м году. История сосредоточена на вымышленном телесериале под названием Candle Cove, который могла посмотреть только небольшая группа людей, преимущественно детей, которые позже вспоминают тревожное шоу на веб-форуме. Страуб заявил, что он был вдохновлен написать крипипасту после прочтения статьи сатирических новостей на сайте The Onion.
История Страуба быстро стала популярной, вдохновив многочисленные видеоролики на YouTube и фан-фикции. В 2015 году Страуб самостоятельно опубликовал сборник рассказов Candle Cove под названием Candle Cove and Other Stories. The Verge прокомментировала, что Candle Cove отличается от других крипипаст тем, что, хотя большинство крипи-историй имеют «анонимное фольклорное качество», Candle Cove происходит от известного источника и автора.
Эта история была адаптирована для первого сезона антологического сериала «Нулевой канал», который вышел в эфир в 2016 году. Кроме того, Страуб начал спин-офф YouTube-сериала Local 58, сосредоточенного вокруг странных передач с вымышленного телевизионного канала общественного доступа, где первоначально транслировалась Candle Cove.

## Содержание легенды
История рассказывается на форуме под названием «NetNostalgia», где группа пользователей обсуждает необычное малобюджетное детское телешоу Candle Cove, которое, по их воспоминаниям, шло по каналу Local 58, когда были детьми. Шоу рассказывает о девочке по имени Дженис, которая воображает себя подругой пиратов. Говорят, что пиратские персонажи изображаются марионетками.
По мере того как пользователи продолжают вспоминать, они начинают упоминать более тревожные детали шоу, такие как персонаж, известный под именем «Берущий кожу» — пират-скелет, который носит одежду из детской кожи, и эпизод, который полностью состоял из кукол, размахивающих руками и кричащих в агонии, в то время как Дженис плачет. Выясняется, что внешних записей о существовании шоу нет и что даже те, кто говорит, что помнит, как его видел, по-разному вспоминают определенные эпизоды. История заканчивается тем, что один из пользователей заявляет, что недавно он спросил свою мать, помнит ли она это шоу. Она ответила, что каждый раз, когда пользователь утверждал, что «Candle Cove» включена, на экране телевизора были только телевизионные помехи.

## Адаптация
В 2015 году канал SyFy объявил о своем намерении адаптировать историю Candle Cove в качестве первого сезона недавно анонсированного сериала «Нулевой канал». Сезон, названный в честь крипипасты, расширяет сюжет и сосредотачивается на детском психологе, который вернулся домой, чтобы расследовать исчезновения своего брата и других детей в 1980-х годах. Нулевой канал: звезды Candle Cove Пол Шнайдер и Фиона Шоу, премьера состоялась 11 октября 2016 года.

## Критика
Will Wiles из Aeon писал, что Candle Cove была «одной из лучших крипипаст» и хорошим примером использования формата messageboard и форума в качестве тактики повествования. The Verge написала похвалу creepypasta, заявив, что это был «совершенно темный оттенок нашей ностальгии по полузабытым историям нашего детства, осознание того, что вещи, которые нам нравились в детстве, были намного, намного страшнее, чем мы думали»

## Примечание
1. ↑  Деградация и Беляши. Ужасы в Сети: «Бухта Кэндл» и мастерство короткого рассказа — Видео на DTF. DTF (1 ноября 2021). Дата обращения: 12 апреля 2022. Архивировано 12 апреля 2022 года.
2. ↑  Eric Grundhauser. Do You Remember Candle Cove? (англ.). Atlas Obscura (7 октября 2016). Дата обращения: 12 апреля 2022. Архивировано 14 февраля 2022 года.
3. ↑  CREEPYPASTA: Revisiting CANDLE COVE — The Scariest Children’s Show of All Time? (англ.). Blumhouse.com (19 октября 2016). Дата обращения: 12 апреля 2022. Архивировано 19 октября 2016 года.
4. ↑  Did they ever air Candle Cove on Local 58? (англ.). Reddit (2019). Дата обращения: 12 апреля 2022.
5. ↑  How SyFy Farmed ‘Creepypasta’ for New Horror Series ‘Channel Zero’ (англ.). Yahoo.com. Дата обращения: 12 апреля 2022. Архивировано 12 апреля 2022 года.
6. ↑  Natalie Abrams. Syfy sets premiere dates for 'Incorporated,' 'Van Helsing,' more (англ.). EW.com (3 августа 2016). Дата обращения: 12 апреля 2022. Архивировано 12 апреля 2022 года.
7. ↑  Adi Robertson. SyFy is making a TV series based on one of the internet's best scary stories (англ.). The Verge (1 июля 2015). Дата обращения: 12 апреля 2022. Архивировано 24 декабря 2021 года.